# John Norreys

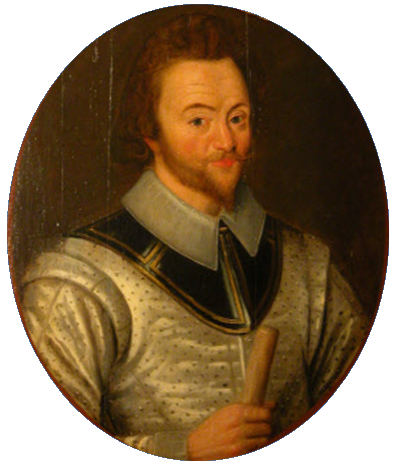
John Norreys

John Norreys, ook wel John Norris of John Norrits, (1547 - 3 juli 1597) was een Engels protestants militair die deelnam aan elke oorlog tegen Spaanse of Franse katholieken waarbij Engeland direct of indirect betrokken was. Zijn staat van dienst was vermaard, maar door sommige optredens ook berucht.

## Vroege leven
Norreys was de tweede zoon van Henry Norreys (een zeer goede vriend van Elisabeth I van Engeland) en Marjorie Williams. Norreys' grootvader van vaders kant (Henry) was in zijn tijd een groot voorvechter van het huwelijk van Hendrik VIII en Anna Boleyn. Toen zij echter uit de gratie viel, was Henry een van de mannen, die verdacht werd van overspel met Anna, waarvoor hij de doodstraf kreeg.
Norreys werd geboren op kasteel Yattendon en groeide op met 5 broers. Zijn vader werd ambassadeur in Frankrijk en in 1567 waren Norreys en zijn oudere broer getuige van de Slag bij Saint-Denis, die plaatsvond op 10 november en deel uitmaakte van de Hugenotenoorlogen; de slag zou uiteindelijk door de katholieken gewonnen worden. Van deze slag werd door de twee zonen een overzichtskaart gemaakt, die hun vader gebruikte in het rapport aan de koningin.

## Betrokkenheid bij oorlogen

### Frankrijk
Toen zijn vader in 1571 werd teruggeroepen bleef Norreys achter in Frankrijk waar hij in contact kwam met de nieuwe ambassadeur Francis Walsingham. In 1571 diende Norreys als vrijwilliger onder Gaspard de Coligny, vader van Louise de Coligny – de vierde vrouw van Willem van Oranje - en streed mee aan de zijde van de protestanten.
Twintig jaar later, in 1591, schoot Norreys koning Hendrik IV van Frankrijk te hulp in zijn strijd tegen de katholieken. Onder zijn leiding werd Guingamp veroverd en de Spaanse en Franse troepen verslagen in de omgeving van kasteel Laudran. Na begin 1592 teruggekeerd te zijn naar Engeland ondernam hij in september 1593 een campagne in Bretagne om het fort van Crozon in te nemen. Bij de slag verloor hij 1.500 van zijn manschappen, waaronder zijn jongste broer.

### De Nederlanden
In 1577 trok Norreys met een leger van vrijwilligers naar de Nederlanden, waar hij uit naam van de Staten Generaal vocht tegen de Spaanse koning Filips II. In 1578 versloeg Norreys in de Slag bij Rijmenam de troepen van Don Juan van Oostenrijk.
In 1580, na zijn rol bij de Engelse Furie te Mechelen, assisteerde hij bij de bevrijding van Steenwijk. Bekend is, dat Norreys contact hield met de belegerden in Steenwijk door holle kogels met briefjes over de stadsmuren te schieten. Op 23 februari 1581 gaf graaf Rennenberg zich over en was Steenwijk bevrijd. Norreys trok daarop verder naar Meppel en trok uiteindelijk met Willem Lodewijk van Nassau-Dillenburg, na Munnekezijl te hebben veroverd op 18 juli, vanuit het westen het Groningse Westerkwartier binnen. Hier versloeg hij aanvankelijk de Spaanse troepen van Rennenberg bij Grijpskerk. Op 30 september van dat jaar trof zijn leger in de streek ten westen van Noordhorn troepen onder leiding van Francisco Verdugo. Deze strijd, die bekend werd als de Slag bij Noordhorn, liet uit op een grote nederlaag. Tweeduizend van Norreys soldaten verloren het leven. Het gebied waar de slag woedde staat bekend als het 'Norritsveld'.
Norreys kon niet overweg met Biron, een officier van Frans van Anjou die tot Staats opperbevelhebber was aangesteld. Kort vóór de Slag bij Steenbergen verdween Norreys voor enige tijd naar Engeland. Na die afwezigheid trok hij naar Antwerpen, dat door de Spanjaarden werd belegerd. In augustus 1585 maakte hij de overtocht naar de Nederlanden en ging de confrontatie aan met de legers van de hertog van Parma bij Aarschot. Een groot deel van Norreys’ manschappen kwam daarbij om het leven en ook vanwege tekorten aan voedsel en geld werd de campagne geen succes. Koningin Elisabeth I stuurde vervolgens aanvullende troepen onder leiding van Robert Dudley, graaf van Leicester. Deze hulp kwam echter te laat voor Antwerpen dat werd veroverd door de Spanjaarden.
Norreys ondernam vervolgens een aanval op Parma in de buurt van Grave. Hoewel hij gewond raakte, slaagde hij erin de linie te doorbreken en Grave te bevrijden. Voor deze prestatie werd hij door de graaf van Leicester geridderd in Utrecht. Lang duurde de vreugde over Grave niet, want binnen korte tijd werd Grave door verraad weer ingenomen door de Spanjaarden. Door dit verraad ontstond er een conflict tussen Norreys en de graaf van Leicester.
In augustus 1586 werd Norreys gevraagd de stad Utrecht te beschermen en in september 1586 nam hij deel aan de Slag bij Warnsveld.

### Op zee
In april 1588 leidden Norreys en Francis Drake de Engelse Armada naar de kusten van Spanje en Portugal. Hoewel er verschillende aanvallen plaatsvonden op steden als Burgos en Lissabon liep de missie op niets uit.

### Ierland
Walter Devereux, graaf van Essex, probeerde in de Ierse provincie Ulster een Engelse kolonie te stichten. Hierbij stuitte hij op tegenstand van de Schotten. Toen Norreys betrokken werd bij die strijd, kreeg hij van de graaf de opdracht het eiland Rathlin voor de kust van Ulster te veroveren. De Schotten hadden er hun vrouwen, kinderen, ouderen en zieken naartoe gebracht ter bescherming. Na vier dagen strijd slaagde Norreys erin het eiland in te nemen, waarbij hij nagenoeg alle aanwezigen daar om het leven liet brengen. Norreys liet vervolgens een fort op het eiland bouwen met de intentie om er een Engelse kolonie van te maken. Dit mislukte en Norreys werd gedwongen naar Dublin te trekken.
Na zijn verblijf in de Nederlanden werd Norreys in 1584 aangesteld als bestuurder van Munster. Hij spoorde Engelsen aan om zich te vestigen in Munster, maar door de erbarmelijke omstandigheden besloten velen af te reizen naar de Nederlanden om daar deel te nemen aan de strijd. Hierop besloot Norreys om de Schotten uit Ulster te verdrijven, wat echter ook mislukte. Nadat aanvankelijk de Schotten zich hadden teruggetrokken, keerden zij weer terug toen Norreys weer was teruggegaan naar Munster.
In de daaropvolgende jaren behartigde Norreys de militaire belangen in Ierland en Ulster, waarbij hij geen noemenswaardige resultaten boekte. In 1596 werd Norreys door de regering gesommeerd zich terug te trekken in Munster.

## Dood
Op 3 juli 1597, na geleden te hebben aan gangreen en een onbehaaglijk gevoel van miskenning stierf John Norreys. Hij werd begraven in de kerk van Yattendon en een epitaaf werd opgericht in Westminster Abbey in Londen.

## Voetnoten
1. ↑  René van Stipriaan, De zwijger. Het leven van Willem van Oranje, 2021, p. 658